# 240757 Farkasberci
240757 Farkasberci è un asteroide della fascia principale. Scoperto nel 2005, presenta un'orbita caratterizzata da un semiasse maggiore pari a 2,9987564 UA e da un'eccentricità di 0,0436695, inclinata di 11,46921° rispetto all'eclittica.
L'asteroide è intitolato a Bertalan Farkas, primo astronauta ungherese e primo esperantista nello spazio.